# Uromyces laevis
Uromyces laevis är en svampart som beskrevs av Körn. 1877. Uromyces laevis ingår i släktet Uromyces och familjen Pucciniaceae.   Inga underarter finns listade i Catalogue of Life.